# 伊勢丹府中店
- 三越伊勢丹ホールディングス > 三越伊勢丹 > 伊勢丹 > 伊勢丹府中店
- フォーリス > 伊勢丹府中店

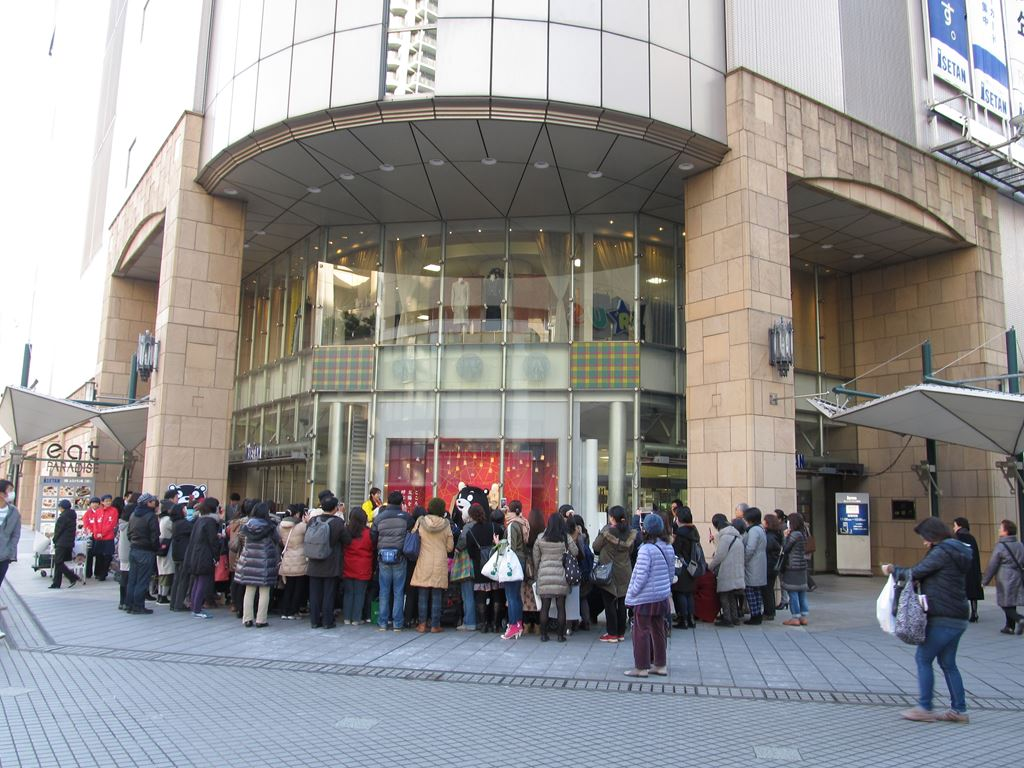
伊勢丹府中店の2階正面玄関に展示されたくまモンを見る人々

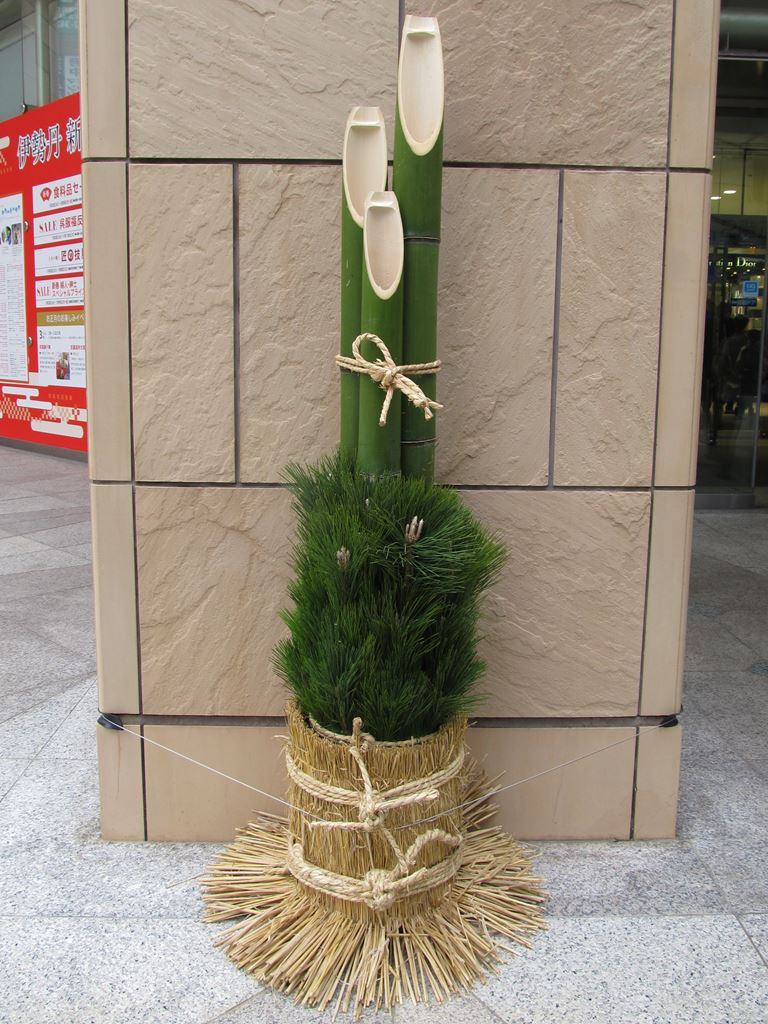
伊勢丹府中店の松を使わない門松
大國魂神社では松は「待つ」に通じるとして境内に松の木を植えず、府中では門松にも松を用いない習わしがある。これに則ったもの。

伊勢丹府中店（いせたんふちゅうてん）は、かつて東京都府中市に所在し、三越伊勢丹が伊勢丹ブランドで運営していた百貨店。京王線府中駅前の再開発ビル「フォレストサイドビル」の核店舗としてテナント出店していた。ビル管理会社は府中市などが出資する第三セクターの株式会社フォルマ。
1996年4月3日開業。2019年9月30日をもって閉店。跡地には2021年にノジマが運営するショッピングセンター「ミッテン府中」が開業した。

## 概要

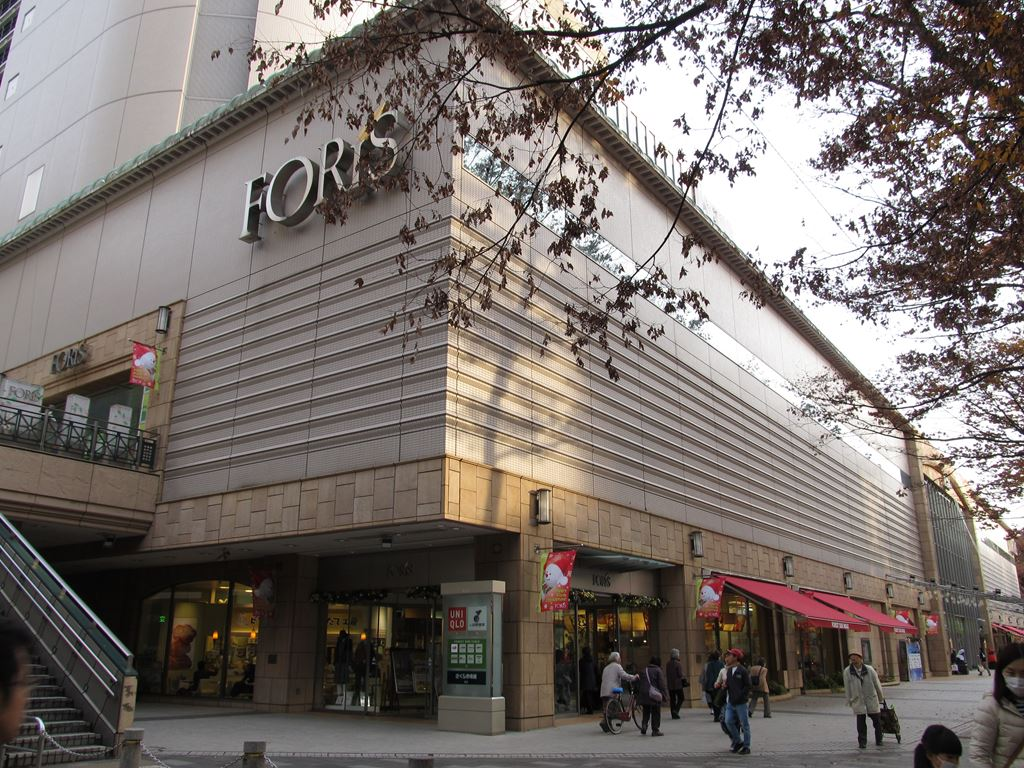
同じフォレストサイドビルの専門店街「フォーリス」

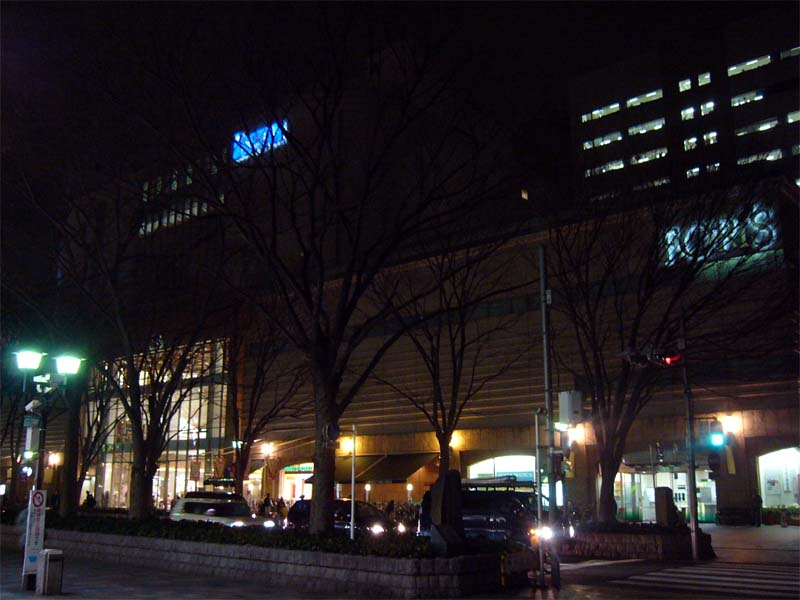
ケヤキ並木から見た夜のフォレストサイドビル

府中駅南口第二地区市街地再開発事業の核テナントとして選出され、同再開発により最初に完成した9階建ての「フォレストサイドビル」に、専門店街「フォーリス」等と共にオープンした。総事業費約547億円。店舗面積は約3万2000平方メートル。フォレストサイドビルには、13階建ての明治生命府中ビル（現：KDX府中ビル）も併設された。
府中市内初の百貨店として駅前再開発のシンボルとして誘致された、多摩地域最大級の百貨店でもあった。なお、京王沿線多摩地域の百貨店としては、1983年11月1日に八王子そごう、1986年3月28日に京王百貨店聖蹟桜ヶ丘店、1989年10月20日に多摩そごう、1992年6月7日に柚木そごうが開業している（そごうの店舗はいずれも閉店）。
2016年3月30日には、開店20周年を迎えるにあたり地下1階食品フロア（デパ地下）をリモデルオープン。クイーンズ伊勢丹グランデが核店舗として出店した。
2017年7月14日、再開発の最後の施設である15階建ての複合商業施設「武蔵府中ル・シーニュ」がオープンした。50年にわたる再開発事業の終了と京王線の高架化による地域分断の解消と相まって、府中駅周辺の拠点性は格段に増強され、回遊性の向上も期待された。40年余りに及ぶ再開発は伊勢丹府中店から始まり、「武蔵府中ル・シーニュ」の開業により完了したところだった。

### 閉店の発表
だが、三越伊勢丹ホールディングスは2018年9月26日、業績不振から採算性の低い地方店舗の出店を見直すとして、翌2019年9月30日をもって伊勢丹府中店を閉店すると発表した。この際には同時に伊勢丹相模原店、新潟三越の閉店も発表されている。
三越伊勢丹HDの発表によれば、府中店の売上高は開店初年度に記録した261億円がピークであり、以降売上は低下の傾向を示していたという。開店初年度以降は赤字が恒常化し、2003年度以降は合計約34億円の減損損失を計上していた。2018年度の売上は139億円と初年度のピーク時に比べほぼ半減していた。
三越伊勢丹HDは、府中店閉店を発表したプレスリリースの中で、撤退の理由として上記の赤字に加え「同一地域内の競合関係が厳しくなったこと」を明確に挙げている。
府中駅前にはもともと、京王電鉄が運営する府中駅ビルの京王府中ショッピングセンター（現：ぷらりと京王府中）と駅前商店街があったが、再開発によりフォレストサイドビル（伊勢丹府中店・フォーリス）、くるる、武蔵府中ル・シーニュと3つも再開発ビルが建設され、それぞれが大型ショッピングセンターとなっている。府中市の人口は約26万人（2021年時点）、府中駅の乗降人員は約9万人/日であるが、京王線特急で新宿駅まで20分台と都心部への交通の便が良く、また周辺に郊外型ショッピングセンターも点在することから、商圏人口に対しオーバーストア状態であることも懸念されていた。
伊勢丹府中店の閉店を知らせる報道においては、1996年の開店以降の経済状況の変化により、バブル崩壊後からの長引く不況とデフレにより、伊勢丹府中店に限らず全国各地で百貨店の閉店が相次いでいたことも指摘された。閉店発表についてのTOKYO MXの街頭インタビューでは、利用客は「がらがらの時があるから経営は大変と思っていた」「仕方がないのでは。食料品売場しか行ったことがなく、上の階はほとんど利用しない」などと答えていた。また閉店の発表に対し、府中市長の高野律雄は「伊勢丹府中店は駅南口の再開発事業における最初の大型店舗でもあり、撤退は大変残念」とコメントした。
なお、伊勢丹府中店と同様に、東京多摩地域で行政主導の駅前再開発事業により誘致され、のちに閉店した店舗として伊勢丹吉祥寺店がある。

### 閉店まで

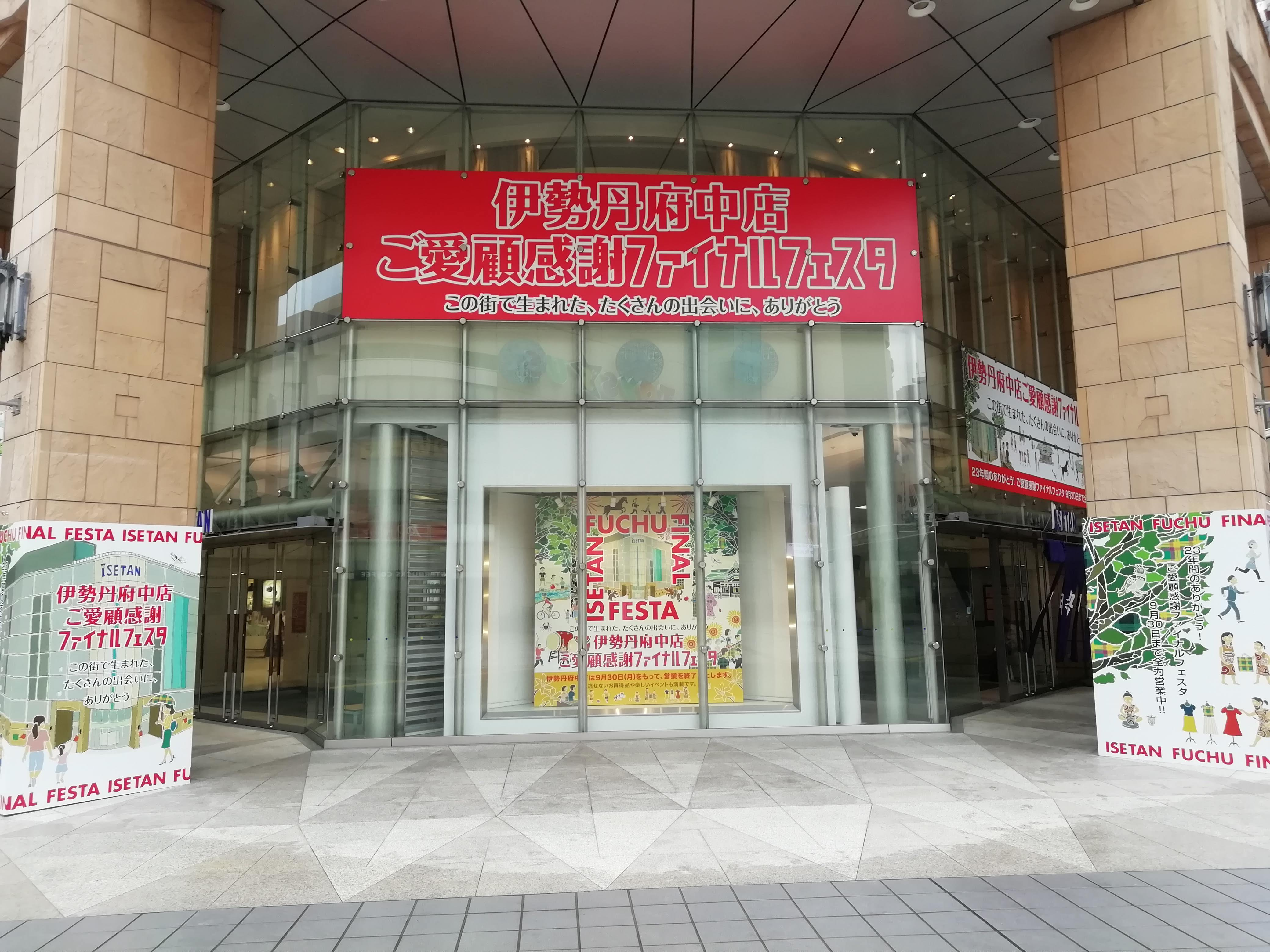
閉店セールの装飾

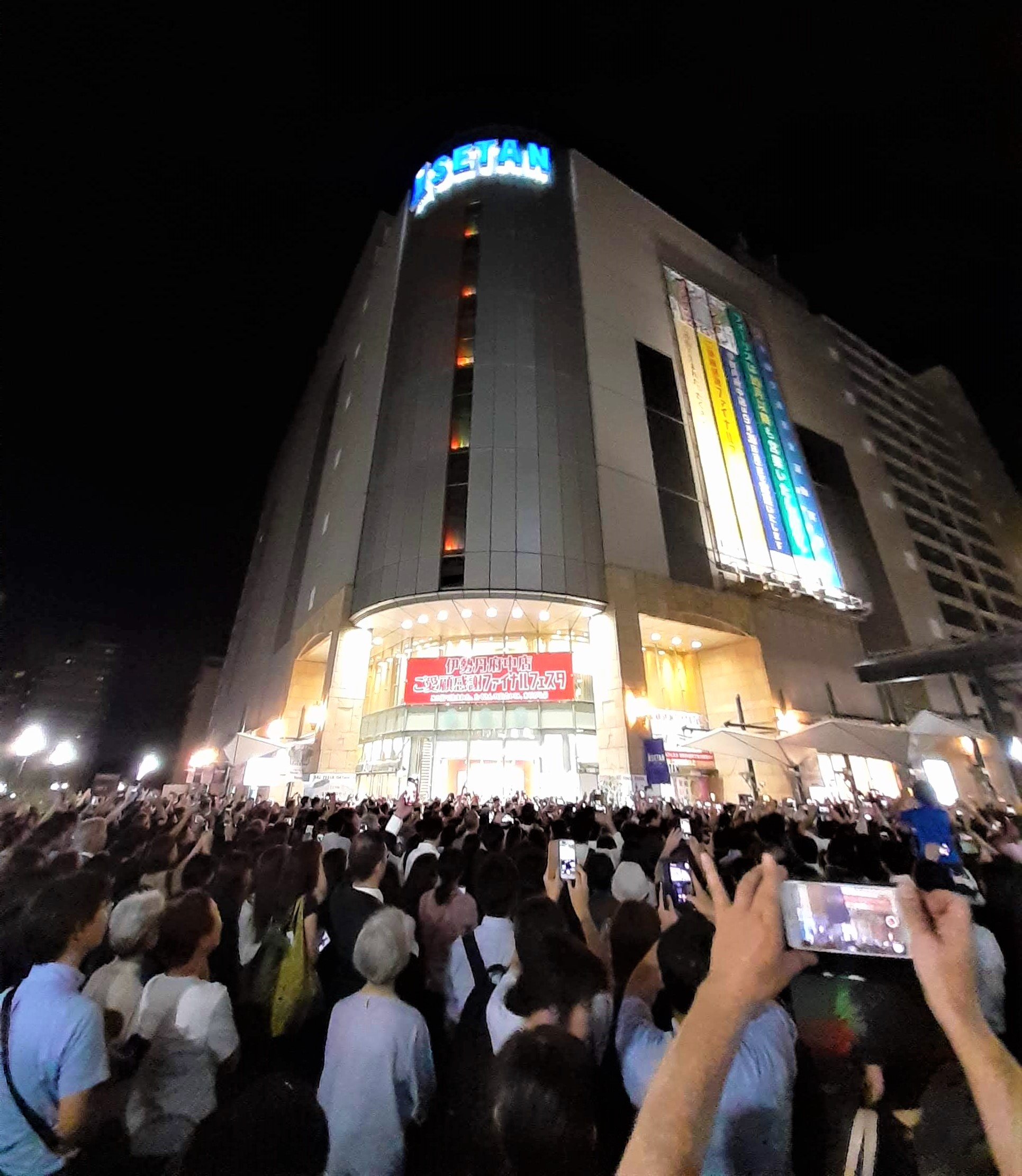
閉店の瞬間

2019年7月17日から閉店日まで、閉店セール「伊勢丹府中店ご愛顧感謝ファイナルフェスタ」を開催。正面玄関には府中市のシンボルであるケヤキ（フォレストサイドビルは馬場大門のケヤキ並木に面している）をモチーフとしたモニュメントが設置され、ケヤキの葉を象った短冊に利用客からのメッセージ約6,000枚が飾られた。また「ファイナルフェスタ」の看板には「この街で生まれた、たくさんの出会いとともに、ありがとう」の文字と、大國魂神社や府中競馬場など市内の名所、武蔵国国府が置かれた府中の歴史のシンボルとして原始時代や律令時代から現代までの人々のイラストが描かれた。セール開催中には、府中市コミュニティバス「ちゅうバス」の1台に「ファイナルフェスタ」広告ラッピングが期間限定で掲出された。
2019年9月30日、伊勢丹府中店は予定どおり閉店した。最終営業日には開店前から約1,200人が行列し、通常開店時間から5分早めて9時55分に開店。閉店時間19時の30分前頃から、来店客ら約1,000人が閉店の瞬間を見届けようと2階正面玄関前に集まり、閉店後のセレモニーでは店長が「皆様と過ごした時間は我々の財産です」「1996年4月3日の開店以来、23年の長きにわたり府中の街で営業を続けてまいりました。営業終了発表後にはお客様から温かいお言葉もたくさん頂戴し、あらためてお客様や府中の街に育てて頂いた店なのだと実感しております。本当にありがとうございました」と感謝の言葉を述べた。玄関から伊勢丹ののれんが外されると、集まった客からは「23年間ありがとう」の声とともに大きな拍手が湧き起こった。
なお、伊勢丹府中店の閉店後も、専門店街「フォーリス」は通常どおり営業を継続していた。

### 民事訴訟
三越伊勢丹HDは2018年に閉店を発表した際に、別業態の商業施設開業に向けて、ビル運営会社フォルマなどの関係者と協議する方針も明らかにしていた。しかしその具体策については決まっていなかった。2019年9月の閉店時にもなお、跡地の活用策が決まらなかったことに対し、府中市や駅前周辺の商業関係者らからは、中心市街地の空洞化につながるとして懸念が示された。また府中市が2020年東京オリンピック・パラリンピックの会場となる味の素スタジアムに近いこともあり、新商業施設の開業がオリンピック開催に間に合わず訪日外国人の集客機会を逃すとして、早期決着を望む声が高まっていた。 
三越伊勢丹は、フォレストサイドビルに別業態の商業施設を出店する予定だったが、条件が折り合わなかったためフォルマが解約を申し入れた。その後、賃借料や共益費をめぐり両社の間で争いとなり、フォルマが三越伊勢丹に対し賃借料など約8,000万円の支払いを求める民事訴訟を提訴する事態となっていたことが2019年11月29日に判明した。 
翌2020年2月19日には、フォルマと三越伊勢丹が和解したことが明らかになった和解の内容は三越伊勢丹の完全退店などで、これによりフォルマとビル地権者（府中第二地区共有者組合）は、三越伊勢丹に代わる後継テナントの選定に入ることとなった。 

### ミッテン府中開業

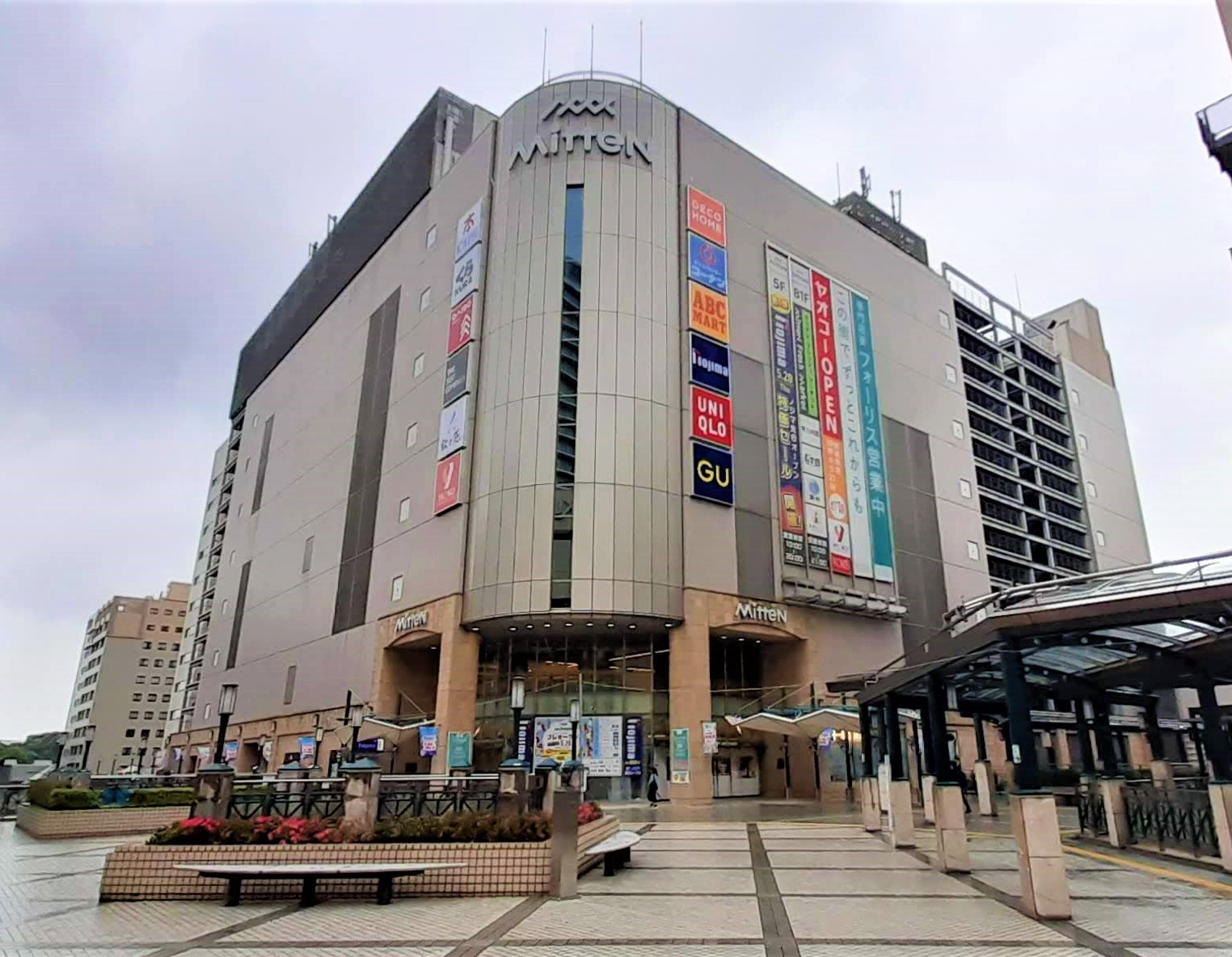
跡地に開業したミッテン府中

2020年6月25日、ノジマがビル運営会社であるフォルマから旧伊勢丹府中店の床部分を一括して借り受け、自社旗艦店と複数の専門店テナントを誘致して、2021年春から夏を目処にショッピングセンターを出店する方針を公表。
2021年2月17日、ノジマは新施設の名称を「ミッテン府中」（MitteN府中）」に決定したと発表。「ミッテン府中」は同年5月20日からテストオープンが開始され、同年6月25日にはグランドオープンした。

## 年表
- 1988年（昭和63年） - 府中駅南口第二地区市街地再開発事業の核テナントとして伊勢丹が選出される[7]。
- 1996年（平成8年）4月3日 - 伊勢丹府中店が開業。
- 2016年（平成28年）3月30日 - 地下1階食品フロアがリモデルオープンし「クイーンズ伊勢丹グランデ」が核店舗として出店[12]。
- 2018年（平成30年）9月26日 - 三越伊勢丹ホールディングスが伊勢丹府中店の閉店を発表。
- 2019年（令和元年）
  - 7月17日 - 閉店セール「伊勢丹府中店ファイナルフェスタ」を開催。
  - 9月30日 - 伊勢丹府中店が閉店[1]。
- 2020年（令和2年）6月25日 - 跡地にノジマが自社旗艦店を核店舗とするショッピングセンターを出店すると発表[2][3]。
- 2021年（令和3年）
  - 2月21日 - ノジマが新商業施設の名称を「ミッテン府中」と発表[28]。
  - 5月20日 - ミッテン府中が開業（第1弾テストオープン、ノジマミッテン府中店が開店）[31]
  - 6月25日 - ミッテン府中がグランドオープン[6]。

## 伊勢丹時代の店内構成
主なテナントや設備など（2016年時点）
9階
- レストラン街（新宿つな八、へぎそば小嶋、築地寿司清ほか）
- 美容室TAYA、たかの友梨ビューティクリニック - 伊勢丹府中店閉店後、京王府中ショッピングセンターの旧「駅うえレストラン」へ移転。
- メガネ、写真室

8階
- 催事場、コムサイズム

7階
- 文具、玩具ボーネルンド、サンリオ、ミキハウス、ポロ・ラルフローレン、子供服

6階
- キッチン用品、インテリア、寝具、カフェエディアール

5階
- カルバンクライン、紳士靴、ぐるふうぇあ、旅行用品、スポーツ用品

4階
- ミキモト、時計、呉服

3階
- ニューヨーカー、フォーマルウェア

2階
- 2階正面玄関、化粧品、婦人靴、ハンドバッグ

1階
- コーチ、ハンドバッグ、宝石アクセサリー、4℃、JINS、生け花他

地下1階
- クイーンズ伊勢丹グランデ - 2016年3月30日オープン
- 木村屋総本店、アンデルセン、酒類、ユーハイム、とらや、ゴディバ、トップス、和幸、赤坂柿山、ヨックモック、銀座天一、浅草今半、紀ノ国屋、ゴンチャロフ、フランセ、笹谷伊織、資生堂パーラー、メリー、食料品催事場、他

## 周辺
- 府中駅南口市街地再開発事業計画で建設された再開発ビル
  - フォーリス - 同じフォレストサイドビル内の専門店街
  - くるる
  - 武蔵府中ル・シーニュ
- ぷらりと京王府中（旧称：京王府中ショッピングセンター） - 京王電鉄が運営する府中駅の駅ビル